# Френкі Муніз
Френкі Муніз (англ. Frankie Muniz, нар. 5 грудня 1985, Вуд-Ридж, Нью-Джерсі, США) — американський актор. Насамперед відомий завдяки ролі Малкольма у серіалі «Малькольм у центрі уваги», яка принесла йому номінацію на премію «Еммі» та дві номінації на «Золотий глобус». Він також відомий завдяки своїм ролям у таких фільмах: «Дика банда» (2002), «Великий товстий брехун» (2002), «Агент Коді Бенкс» (2003), «Скажені перегони» (2005). На піку своєї слави, його вважали одним із найпопулярніших дітей-акторів та «одним з найрентабельніших підлітків в Голлівуді», станом на 2003 рік.
2008 року поставив на паузу свою акторську кар'єру і почав займатися перегонами, взявши участь у «Atlantic Championship». 2021 року знову повернувся до автогонок і згодом долучився до «Rette Jones Racing» на повний сезон «ARCA Menards Series» (2023).
У 2012—2014 роках грав на ударних в інді-рок гурті «Kingsfoil».

## Біографія
Народився у місті Вуд-Ридж (Нью-Джерсі) у сім'ї медсестри Деніс та реставратора Франциско Муніза III. Матір актора наполовину ірландка і на половину італійка, а батько — пуерториканець (нащадок іспанців з Астурії). Також має старшу сестру Крістіну. Коли Френкі виповнилося чотири роки, сім'я переїхала до Найтдейл (Північна Кароліна), де майбутній актор провів своє дитинство. Свій дебют здійснив у восьмирічному віці на талант-шоу в місті Ралей, де зіграв роль Крихітки Тіма у місцевій виставі «Різдвяна пісня в прозі». Невдовзі його батьки розлучилися і він переїхав з мамою до міста Бербанк (Каліфорнія. Починаючи з шостого класу, перейшов на домашнє навчання.
Муніз почав зніматися у рекламах і дебютував у кіно, з'явившись у фільмі «Танцювати з Олівією» (англ. To Dance with Olivia;1997). Цього ж року актор з'явився у фільмі «Що чула глуха людина», який презентували на Залі слави Голлмарк. Невелика роль у фільмі «Втрачене і знайдене» привела його до ролі Малкольма у ситкомі «Малькольм у центрі уваги», прем'єра якого відбулася 9 січня 2000 року. Серіал мав великий успіх — пілотний епізод зібрав 23 млн глядачів, а наступний вже 26 млн.
Впродовж своєї телевізійної кар'єри, Муніз виконав гостьові ролі у таких серіалах як «Ліззі Макгвайр», «Сабріна — юна відьма» та «Mad TV». 2000 року знявся у сімейній драмі «Мій пес Скіп». Цього ж року Муніз озвучив Доміно у відеогрі «102 Dalmatians: Puppies to the Rescue».
2001 року Муніз озвучив ведмедя «Доктор Дулітл 2», а також став голосом Честера МакБедбета у перших двох сезонах мультсеріалу «Дивакуваті родичі». 2002 року знявся у фільмі «Великий товстий брехун», що став хітом. Цього ж року з'явився у фільмі «Дикі біси». 2003 року з'явився у фільмі «Застряг у тобі».
Муніз виконав головну роль у фільмі «Агент Коді Бенкс» та сиквелі «Агент Коді Бенкс 2: Пункт призначення — Лондон». Перший фільм від своєї прем'єри у березні 2003 року зібрав 47 млн доларів. Другий, що вийшов рік по тому, 28 млн. Задля своєї ролі Муніз почав тренуватись у бойових мистецтвах, і виконав більшість каскадерських сцен свого персонажа. У цей період своєї кар'єри він також заявив, що тепер мусить перейти до дорослих ролей, що допоможе йому стати більш шанованим актором.
Муніз також озвучив зебру, яка мріє про кар'єру у кінних перегонах, у фільмі «Скажені скачки» (2005). Цього ж року виконав гостьову роль в одному з епізодів ситкому «Уповільнений розвиток», де зіграв самого себе. У квітні 2006 року розпочав продукцію незалежного фільму «Мій найсексуальніший рік», де зіграв головного персонажа, Джека, а в ролі його батька втілився Гарві Кейтель. Цього ж місяця Муніз зробив оголошення, в якому повідомив, що зробить собі акторську перерву, щоб сфокусувати свою увагу на автоперегонах.
14 травня 2006 року на екрани вийшов останній епізод серіалу «Малкольм у центрі уваги». 24 травня вийшов фільм жахів «Лишитися живим», де Френкі зіграв роль Свінка. Попри плани взяти перерву, у травні 2006 року актор взяв участь у зйомках комедії для дорослих «Екстремальне кіно» про групу американських підлітків, що здобувають свій перший любовно-сексуальний досвід. Спочатку фільм мав вийти 2007 року за дистрибуції Dimension Films, але остаточно вийшов лише на DVD у лютому 2009 року.
Під кінець 2007 року з'явився в одному з епізодів серіалу «Криміналісти: мислити як злочинець», а у грудні зіграв Бадді Голлі у музичній комедії «Злети і падіння: Історія Дьюї Кокса».
2011 року втілився у супергероя у фільмі «Піццамен». 2012 року зіграв епізодичну роль самого себе у другому сезоні «Не вір с*** з помешкання 23». 2015 року виконав роль гонщика у серіалі «Таємниці Лаури».
6 вересня 2017 року стало відомо, що Муніз візьме участь у 25 сезоні американської версії «Танці з зірками». Його партнеркою стала Вітні Карсон. Муніз та Карсон посіли третє місце.
1 серпня 2018 року оголошено про те, що Муніз стане співведучим у програмі «Танці з зірками. Юніори» разом із Джорданом Фішером.
2018 року також виконав роль Джонатана Марша у психологічному горрор-трилері «Чорна нитка».

## Особисте життя
2005 року Муніз був заручений з Джеймі Ґрейді. 2008 року він зустрів публіцистку Елісію Марі Тернбов за посередництвом свого персонального тренера з лос-анджелеського спортзалу. Вони почали зустрічатись і пізніше переїхали до Скоттсдейлу. У лютому 2011 року у них сталася домашня сварка до якої довелося залучити поліцію і, як повідомлялось, під час якої Муніз приставляв зброю до своєї голови, однак згодом актор назвав це «фейковою роздутою історією». У жовтні 2011 року вони заручилися, але невдовзі розірвали заручини.
2016 року Муніз почав зустрічатися з Пейдж Прайс і оголосив про заручини у листопаді 2018 року. Пара одружилася 21 лютого 2020 року. 22 березня 2021 року у них народився син.

### Проблеми зі здоров'ям
30 листопада 2012 року Муніза госпіталізували з підозрою на транзиторну ішемічну атаку. Друга госпіталізація відбулася 25 листопада 2013 року. 2021 року на подкасті «Steve-O's Wild Ride!» актор розповів, що у нього не було мікроінсультів і що він насправді страждав від мігренозної аури. Він також наголосив, що спекуляції щодо втрати у нього пам'яті є неправильною інтерпретацією мас-медіа.